# Вичентини (Верона)
Вичентини је насеље у Италији у округу Верона, региону Венето.
Према процени из 2011. у насељу је живело 41 становника. Насеље се налази на надморској висини од 180 м.